# .pr
.pr je vrhovna internetska domena (country code top-level domain - ccTLD) za Portoriko. Domenom upravlja Gauss Research Laboratory Inc.

## Vanjske poveznice
- IANA .pr whois informacija  Arhivirana inačica izvorne stranice od 29. lipnja 2006. (Wayback Machine)